# Jiří Růžička (pedagog)
Jiří Růžička (* 12. května 1948 Praha) je český středoškolský pedagog, politik a senátor. V letech 2018 až 2022 byl prvním místopředsedou Senátu Parlamentu ČR, do nějž byl zvolen v roce 2016 za obvod č. 25 – Praha 6 na kandidátce TOP 09 a STAN. V letech 1990 až 2018 působil jako ředitel Gymnázia Jana Keplera. V letech 2014 až 2022 byl také zastupitelem Městské části Praha 6 jako nestraník za TOP 09.

## Život
V roce 1963 dokončil základní školu v Kodaňské ulici v Praze – Vršovicích. V letech 1963–1966 absolvoval SOU v Pardubicích, obor Měřící a regulační technika. Od roku 1966 navštěvoval SVVŠ na Vinohradech v ulici Wilhelma Piecka, kde v roce 1969 maturoval. Od roku 1969 studoval Fakultu tělesné výchovy a sportu Univerzity Karlovy a v roce 1974 ukončil obor Tělesná výchova – český jazyk a literatura.
Do roku 1969 byl zaměstnán jako mechanik měřící a regulační techniky v národním podniku Mitas Praha 10. Po absolvování vysoké školy a ukončení vojenské prezenční služby pracoval od roku 1975 jako učitel všeobecně vzdělávacích předmětů, nejprve na Škole pro mládež s vadami zraku v Praze – Krči a od roku 1978 na Gymnáziu Jana Keplera v Praze 6. V roce 1990 získal v konkurzním řízení místo ředitele této školy, které zastával do roku 2018, kdy byl z funkce dočasně uvolněn po dobu výkonu mandátu senátora.
Od mládí se věnoval sportovním aktivitám, především lehké atletice. Byl členem atletického týmu Slavia Praha. Ve skoku o tyči reprezentoval ČSSR, získal i několik titulů mistra ČSSR v různých věkových kategoriích. Lehké atletice se věnoval i po ukončení aktivní kariéry, a to především v oblasti biomechaniky lehkoatletických disciplín. Byl členem týmu, který v sedmdesátých a osmdesátých letech tvořil pro IAAF na evropských i světových soutěžích odborné filmy, které získaly ocenění.
Po nástupu do funkce ředitele gymnázia se od začátku devadesátých let zaměřil na školskou problematiku, především na koncepci středoškolského vzdělávání a oblast zážitkové pedagogiky. Věnoval se koncepci školních vzdělávacích programů, rozvoji osobnosti dospívajících a prevenci před společensky nežádoucími jevy. Je jedním ze spoluautorů projektu zážitkových kurzů středoškoláků v ČR, spoluzakladatel celostátního Hnutí GO, konzultant projektu Zdravá Šestka a spoluzakladatel Asociace ředitelů gymnázií.

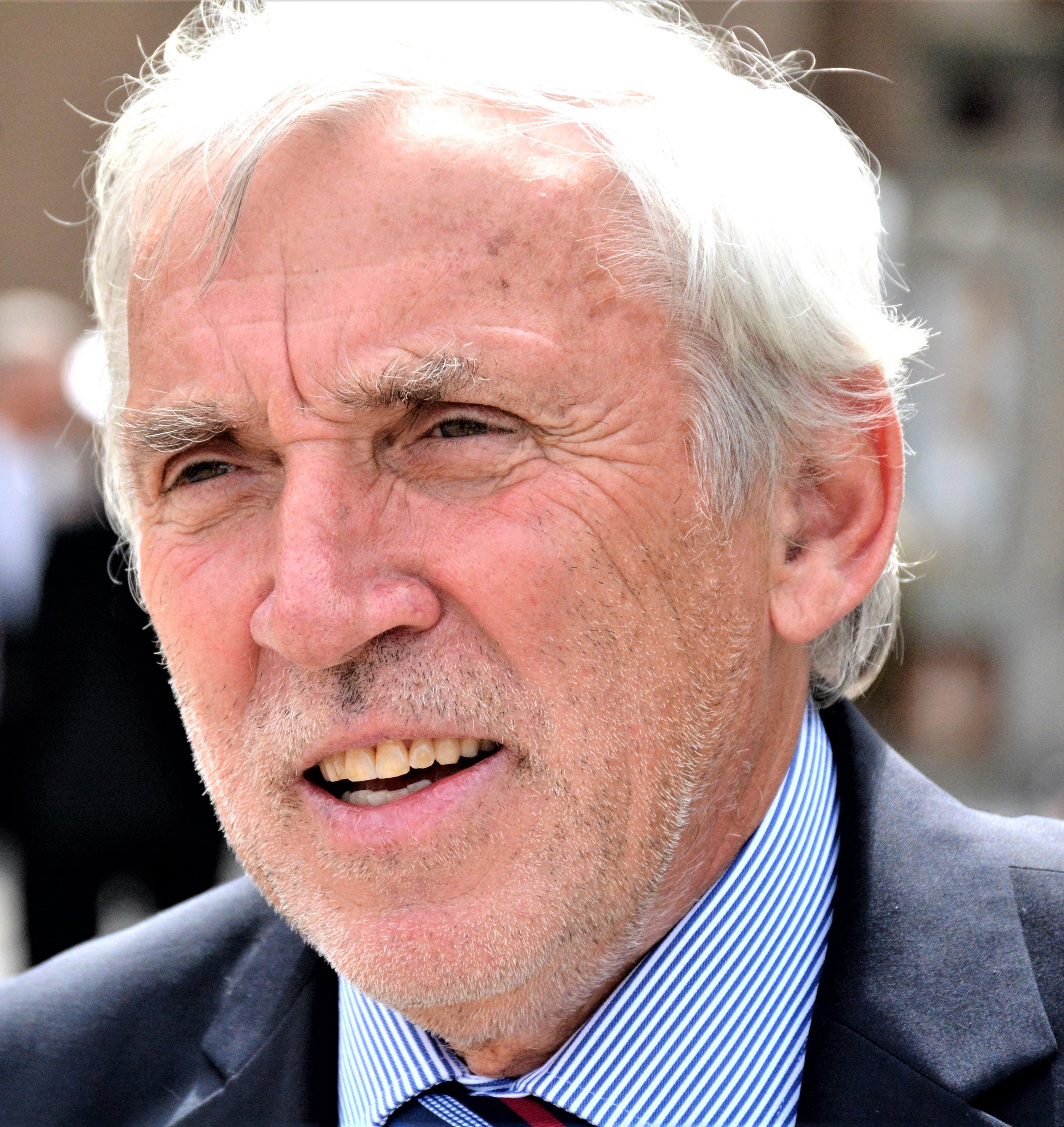
Jiří Růžička v roce 2018

Dlouholetých zkušeností z práce s dospívajícími využívá k rozsáhlé lektorské i publikační[zdroj?] činnosti zejména v oblasti vzdělávání, školské politiky, prevence před společensky nežádoucími jevy, týmové spolupráce a outdoorových a teambuildingových programů. V těchto oblastech spolupracoval například s Prázdninovou školou Lipnice, Outward Boundem ČR, Prevcentrem Praha 6, Centrem dohody, průběžně byl členem Komise pro výchovu a vzdělávání Prahy 6 a Komise Zdravá Šestka. Od roku 2009 vede jako předseda správní rady Nadační fond Cesta ke vzdělání zřízený Magistrátem hlavního města Prahy, který se zaměřuje na podporu talentovaných žáků i na usnadnění vzdělávání žáků se speciálními vzdělávacími potřebami.
V roce 1970 se oženil s Danou Perkovou, československou reprezentantkou v plavání. Od roku 1973 bydlí v Praze 6 – Petřiny. Do manželství se narodili synové Jakub a Jan Růžičkovi.

## Ocenění
V oblasti výchovy a vzdělávání byl několikrát oceněn, a to především za odborné práce. V roce 2014 získal cenu Učené společnosti České republiky pro pedagogy. V roce 2019 obdržel Čestné občanství Prahy 6.

## Politické působení

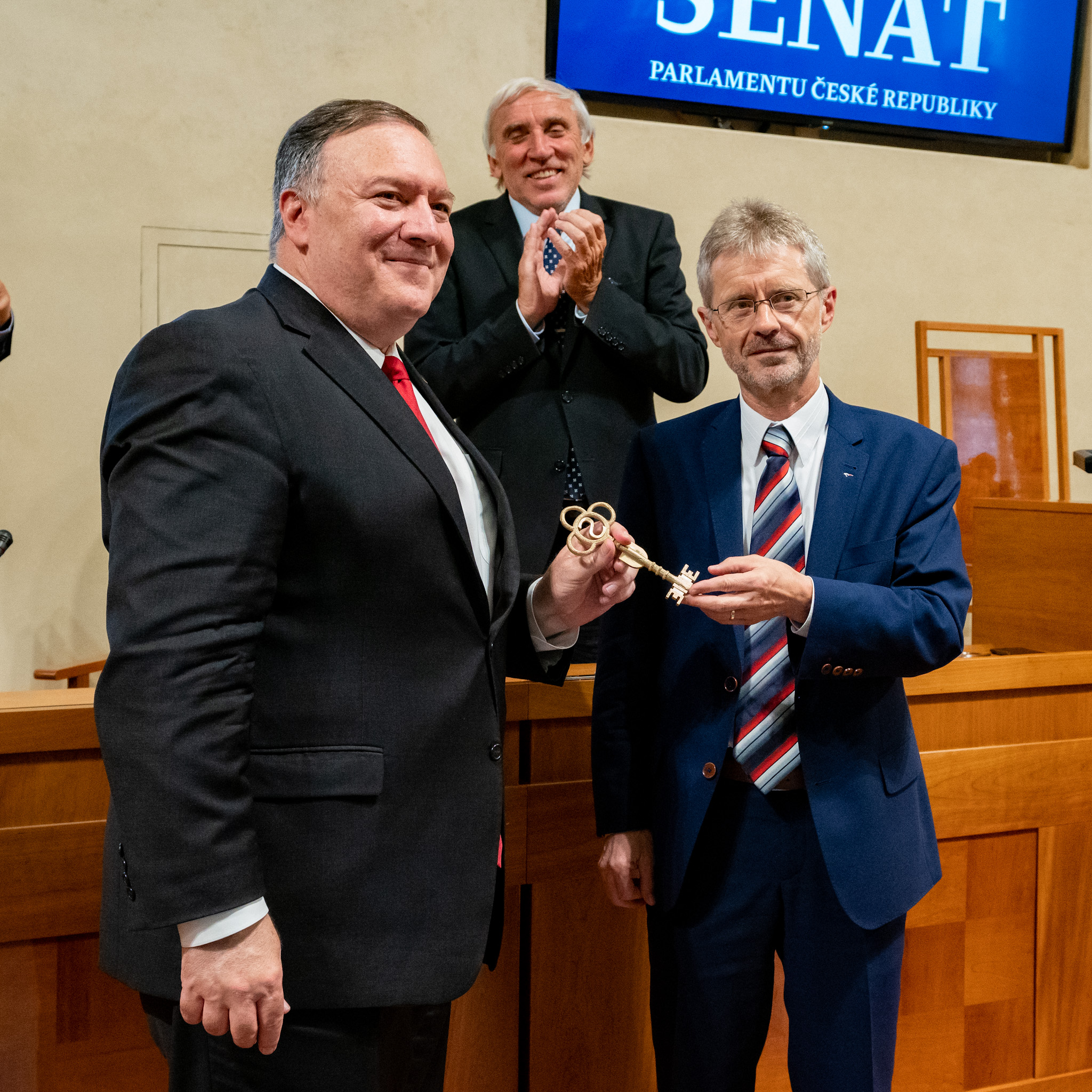
Zleva: ministr zahraničí USA Mike Pompeo, Jiří Růžička a předseda českého Senátu Miloš Vystrčil

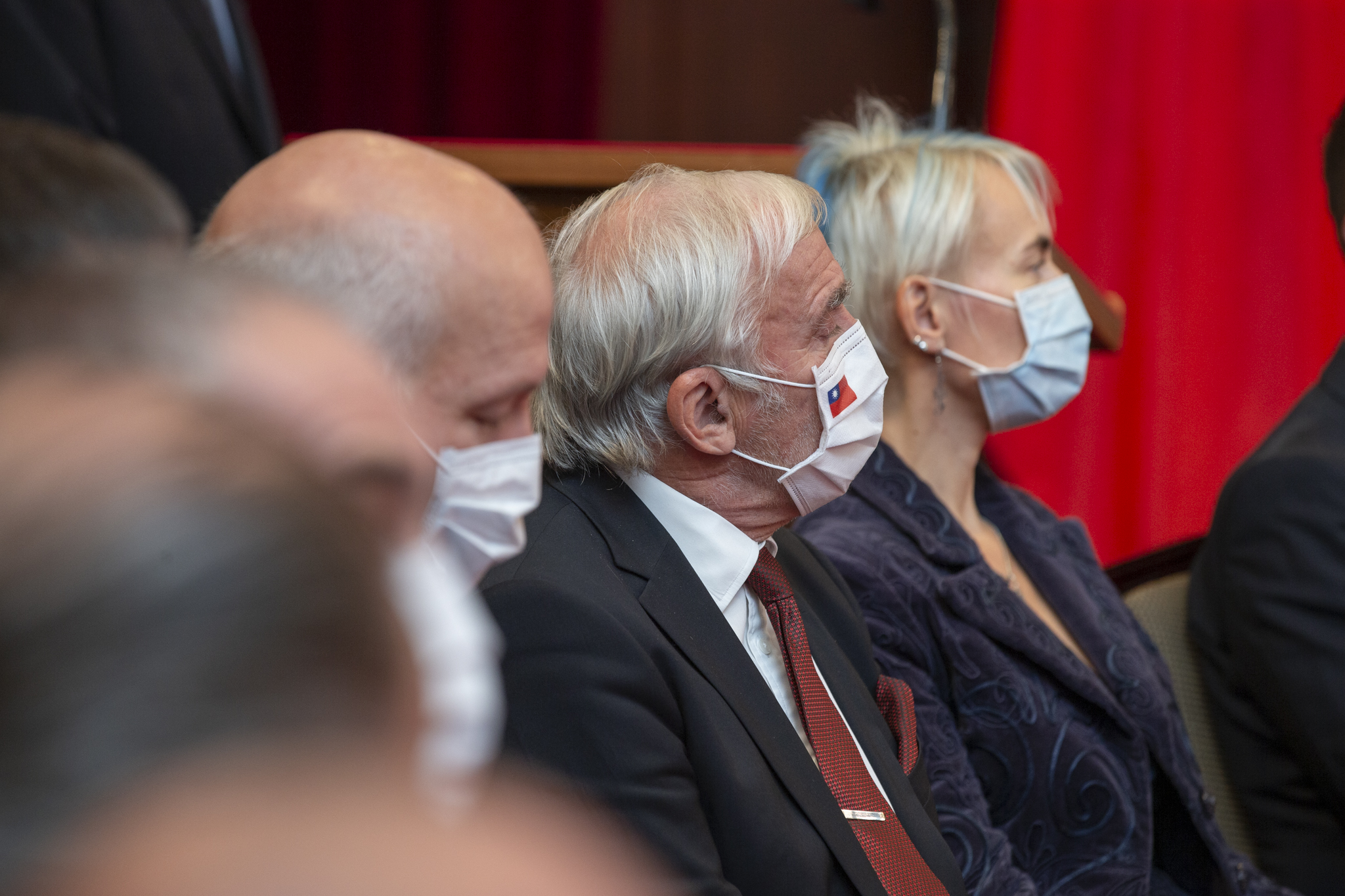
Jiří Růžička na oficiální návštěvě Tchaj-wanu

Politicky nebyl nikdy organizován, v roce 2014 však přijal nabídku TOP 09 kandidovat v komunálních volbách na Praze 6. Na kandidátce původně figuroval na 5. místě, ale vlivem preferenčních hlasů skončil první. Stal se členem zastupitelstva a vede Komisi pro výchovu a vzdělávání. Ve volbách v roce 2018 obhájil mandát zastupitele městské části Praha 6, když kandidoval jako nestraník za TOP 09 na kandidátce uskupení „KLID. Koalice TOP 09 a KDU-ČSL pro Prahu 6“. Zopakovala se situace z roku 2014, kdy figuroval původně na 5. místě a vlivem preferenčních hlasů nakonec skončil první. Ve volbách v roce 2018 kandidoval také do Zastupitelstva hlavního města Prahy, a to jako nestraník za TOP 09 na 53. místě kandidátky uskupení TOP 09 a Starostové (STAN) ve spolupráci s KDU-ČSL, LES a Demokraty Jana Kasla – Spojené síly pro Prahu; v tomto případě však neuspěl. V komunálních volbách v roce 2022 již do zastupitelstev Prahy 6 a hlavního města Prahy nekandidoval.
V roce 2016 kandidoval jako nestraník v senátních volbách v obvodu č. 25 – Praha 6 za TOP 09 a STAN s podporou KDU-ČSL. Se ziskem 42,31 % hlasů postoupil z prvního místa do druhého kola, v němž porazil poměrem hlasů 72,06 % : 27,93 % kandidáta ČSSD a SZ Václava Bělohradského a stal se senátorem. Dne 14. listopadu 2018 byl na ustavující schůzi Senátu PČR pro své 12. funkční období zvolen do funkce 1. místopředsedy Senátu PČR. Nahradil tak Miluši Horskou. Po náhlém skonu předsedy Senátu Jaroslava Kubery z ODS dočasně převzal jako jeho statutární zástupce pravomoci předsedy horní komory Parlamentu ČR. Klub Starostové a nezávislí jej nominoval na funkci předsedy Senátu, ve volbě jej však porazil dosavadní předseda Senátorského klubu ODS Miloš Vystrčil, a to poměrem 21 : 52 hlasům. Dne 11. listopadu 2020 byl opět zvolen 1. místopředsedou Senátu Parlamentu České republiky jakožto člen klubu Starostové a nezávislí, když získal 69 ze 77 odevzdaných hlasů.
Ve volbách do Senátu PČR v roce 2022 obhájil již v 1. kole voleb s 50,28 % hlasů za TOP 09 v rámci koalice SPOLU (tj. ODS, KDU-ČSL a TOP 09) mandát senátora v obvodu č. 25 – Praha 6. Jeho kandidaturu podpořilo také hnutí STAN.